# Le Temps, ce grand sculpteur
Le Temps, ce grand sculpteur est un recueil d'essais de l'écrivaine française Marguerite Yourcenar paru en 1983. Il s'agit du deuxième recueil d'essais publié du vivant de l'auteur (après Sous bénéfice d'inventaire, en 1962). Transcendant des essais qui, au premier abord, peuvent sembler ne pas former d'unité thématique de par la diversité de leurs sujets (christianisme dans le nord de l'Angleterre, érotique hindoue ou kamikazes japonais dans la Bataille du Pacifique), l’œuvre trouve dans sa composition un fil conducteur : le passage du Temps sur les êtres et les choses et la beauté qui peut en découler, en un éloge de l'érosion.

## Origine du titre
Le titre du recueil lui est donné par l'un des dix-huit essais qui le composent, lui-même intitulé « Le Temps, ce grand sculpteur » ; placé en quatrième position dans l'ordre de l'ouvrage, il traite de l'art de la sculpture grecque, et de son devenir à travers les âges, le rapport qu'entretient avec elle le contemplateur moderne.
Ce titre est lui-même emprunté à Victor Hugo : en effet, il s'agit d'un vers extrait du chant IV des Voix Intérieures, dans lequel il imagine le devenir de l'Arc de Triomphe embelli par les ans :

« Voulez-vous qu'une tour, voulez-vous qu'une église
Soient de ces monuments dont l'âme idéalise
La forme et la hauteur,
Attendez que de mousse elles soient revêtues, 
Et laissez travailler à toutes les statues
Le temps, ce grand sculpteur ! »

— Victor Hugo, Voix Intérieures
Ainsi, le motif dépeint dans ce poème se retrouve également au sein du recueil, comme un leitmotiv.

## Genèse
Si cet ouvrage n'a été publié qu'en 1983, le projet de publication d'un second recueil sur le temps existait déjà cinq ans plus tôt, comme en témoigne une lettre de l'autrice à Claude Gallimard : 

« J'ai déjà la matière d'un second volume d'essais, dont le titre de ma pensée serait "Le Temps, ce grand sculpteur". Mais, occupée comme vous savez par deux projets, (...) je n'ai même pas encore commencé à en rassembler les essais. »

— Lettre à Claude Gallimard, 14 juin 1978

## Structure et composition
Contrairement au recueil précédent de Yourcenar, qui pouvait se lire dans n'importe quel ordre, le lecteur piochant dans les essais (comme le permet la forme de l'inventaire, soulignée par le titre), Le Temps, ce grand sculpteur est conçu pour être lu en suivant scrupuleusement l'ordre des essais : en effet, cette régularité et rigueur dans la composition vise à inscrire la lecture dans la durée, comme en miroir du passage du temps lui-même déployé à travers les essais.
L'ouvrage est donc composé de dix-huit essais, chacun traitant un sujet différent :
- I. Sur quelques lignes de Bède le vénérable (sur l'arrivée du christianisme dans le nord de l'Angleterre)
- II. Sixtine (sur Michel-Ange)
- III. Ton et langage dans le roman historique
- IV. Le Temps, ce grand sculpteur (sur l'art et le devenir de la sculpture grecque antique)
- V. Sur un rêve de Dürer
- VI. La noblesse de l'échec (sur Ivan Morris)
- VII. Bêtes à fourrure
- VIII. Jeux de miroirs et feux follets
- IX. Sur quelques thèmes de la Gita-Govinda
- X. Fêtes de l'an qui tourne
- XI. Qui sait si l'âme des bêtes va en bas ?
- XII. Cette facilité sinistre de mourir
- XIII. L'Andalousie ou les Hespérides
- XIV. Oppien ou Les Chasses
- XV. Une civilisation à cloisons étanches
- XVI. Approches du tantrisme
- XVII. Écrit dans un jardin
- XVIII. Tombeaux

## Éditions
- Marguerite Yourcenar, Le Temps, ce grand sculpteur, Paris, Gallimard, Nouvelle Revue Française, 1983
- Marguerite Yourcenar, Le Temps, ce grand sculpteur, Paris, Gallimard, Folio essais, 05/11/1991
- Marguerite Yourcenar, Essais et mémoires, Paris, Gallimard, Bibliothèque de la Pléiade, 1991